# خوات بن جبير
خوات بن جبير (المتوفي سنة 40 هـ) صحابي من بني ثعلبة بن عمرو بن عوف من الأوس. أسلم وشهد مع النبي محمد المشاهد كلها.

## سيرته
كان خوات بن جبير بن النعمان بن أمية من بني ثعلبة بن عمرو بن عوف من الأوس، وهو صاحب ذات النحيين في الجاهلية التي كانت امرأة تبيع سمنًا في الجاهلية، فدخل عليها فوجدها خالية فراودها فأبت، فخرج. فتنكّر ورجع، فقال: «هل عندك من سمن طيّب؟»، قالت: «نعم»، فحلّت زقًّا، فذاقه، فقال: «أريد أطيب منه، فأمسكته وحلّت آخر»، فقال: «أمسكيه فقد انفلت بعيري»، قالت: «اصبر حتى أوثق الأول»، قال: «لا وإلّا تركته من يدي يهراق، فإنّي أخاف ألا أجد بعيري»، فأمسكته بيدها الأخرى، فانقضّ عليها، فلما قضى حاجته، قالت له: «لا هناك».
أسلم خوات بن جبير، وخرج إلى غزوة بدر مع النبي محمد، فلما كان بالروحاء أصابه نصيل حجر، فكسر، فرده النبي محمد إلى المدينة المنورة، وضرب له بسهمه وأجره، فكان كمن شهدها. ثم شهد باقي المشاهد كلها مع النبي محمد.
توفي خوات بن جبير بالمدينة المنورة سنة 40 هـ، وعمره 74 سنة، كان ربعة، وكان له من الولد صالح وحبيب أمهما من بني ثعلبة من بني فقيم، وسالم وأم سالم وأم القاسم أمهم عميرة بنت حنظلة بن حبيب البلوية، وداود وعبد الله.

## روايته للحديث النبوي
- روى عن: النبي محمد.[7]
- روى عنه: بسر بن سعيد وربيعة بن عمرو شيخ لزيد بن أسلم وابنه صالح بن خوات وعبد الله بن الحارث البصري وعبد الرحمن بن أبي ليلى وعطاء بن يسار.[7]